# 白帝城
白帝城位於重慶市奉節縣瞿塘峽口的长江北岸，位于奉节城东8公里，是长江三峡重要旅游景点。2006年5月25日公佈為第六批全國重點文物保護單位。白帝城一面靠山，三面环水背倚高峡，面對瞿塘峡口，气势十分雄伟壮观。从山脚经过高而陡峭的石阶，到达白帝城入口，大门额匾上有郭沫若书写的“白帝城”三个大字，左右一付对联，出自杜甫《夔州歌十绝句》“白帝高为三峡镇，瞿塘险过百牢关”。
白帝城除去明清的「白帝廟」外，还有石器时代到明清的各个时代遗址。三峡工程建成后，水位被抬高，使白帝城變成四面环水，游船可直达城中。

## 历史
公孙述据蜀后在此筑城，因城中有井冒白气如白龙，自号白帝，城也因此得名。公孙述死后，当地人在山上给他修造了白帝庙。章武三年（223年）二月，刘备在此托孤。唐代以前这里曾修造过先主庙（祭祀刘备）和武侯祠（祭祀诸葛亮）。
正德八年（1513年），四川巡抚林浚拆除公孙述像，改立三功祠，祭祀江神、土地神和马援。嘉靖十二年（1533年），四川安抚司副使张俭拆除三功祠，改立义正祠，祭祀刘备、诸葛亮。嘉靖三十六年（1557年），巡抚段锦加祀关羽、张飞，改义正祠为明良殿。同治十年（1871年），奉节知县吕辉重修白帝庙。
1999年，白帝城成为奉节县重点文物保护单位，2006年成为全国重点文物保护单位。“白帝城遗址”在2019年成为全国重点文物保护单位。

### 白帝城遗址

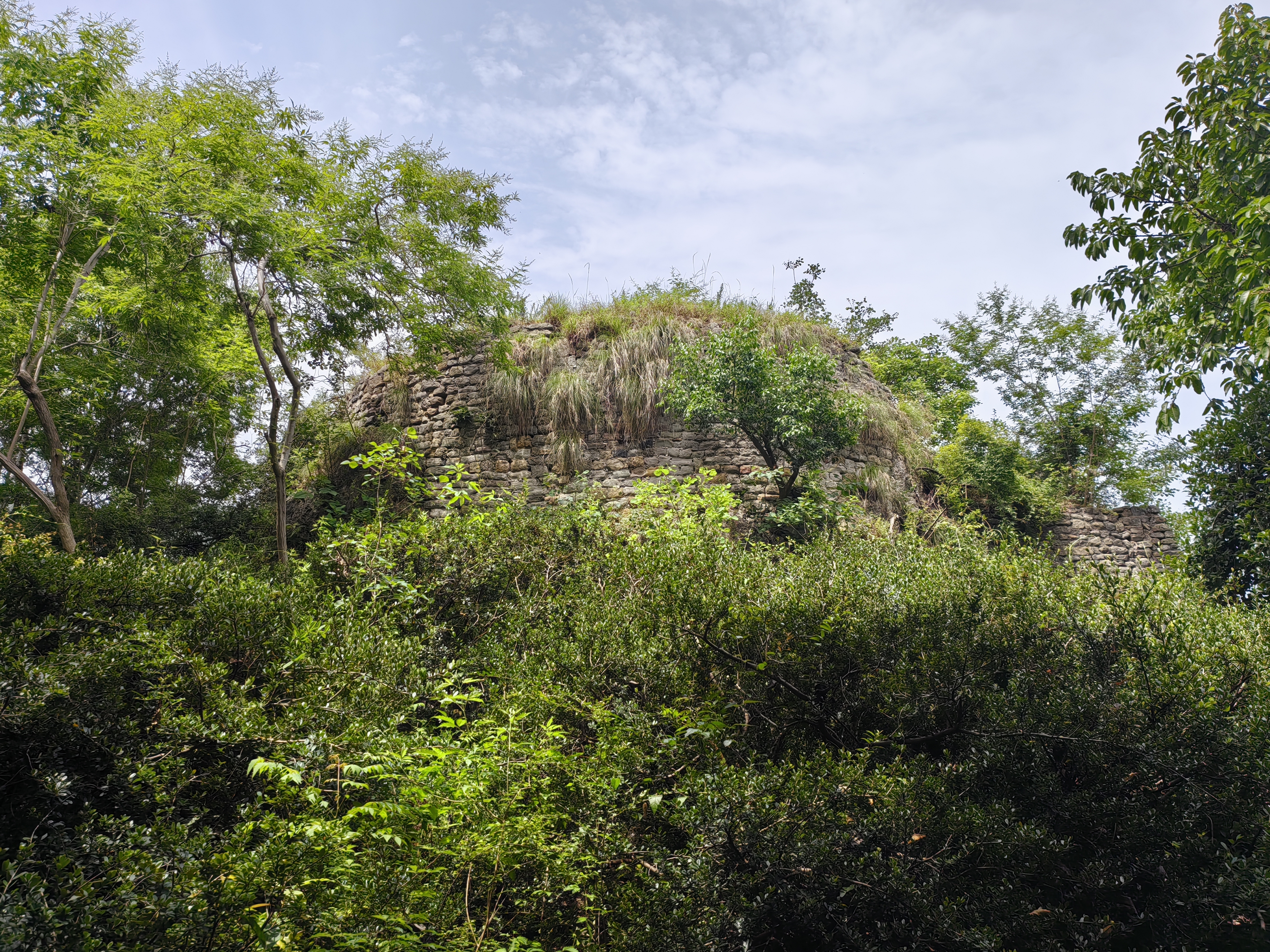
瞿塘關烽火臺為白帝城遺址一部分

1970年代开始，白帝城发现了新石器时代至明清时期各个时代的遗址，除去明清修造的白帝庙外，城墙、城门等城防设施大多修造于南宋，形成一座保存完好的宋蒙战争山城遗址。
南宋白帝城遗址于淳祐二年（1242）建，至元十五年（1278）守军投降后废弃。现存近7000米白帝城城墙中南宋城墙约3900米，城中发掘出大量遗物，也以南宋兵器为主，如铁雷、铁箭镞、铁矛、礌石等，其中铁雷的存在证明了宋蒙战争时期冷热兵器曾经共存。此外，还有一些黑、白釉的日常用瓷。
2017年世界文化遗产日，奉节县提出“白帝城大遗址”概念，并开始准备申报“白帝城大遗址”为世界文化遗产。

## 白帝山
白帝山毗鄰夔門，為奉節古城內的一座山脈。2003年三峽大壩正式蓄水後白帝山與奉節古城徹底沒入135米水位下。至此白帝城形成一座江心島。

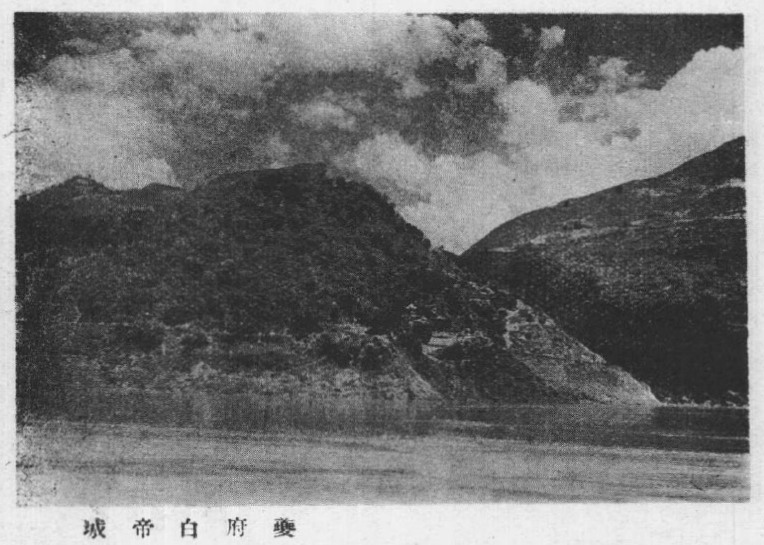
民国24年（1935年）的一張老照片，當時三峽大壩尚未動工截流。因此在白帝城下方可見一座山，因此而得名白帝山
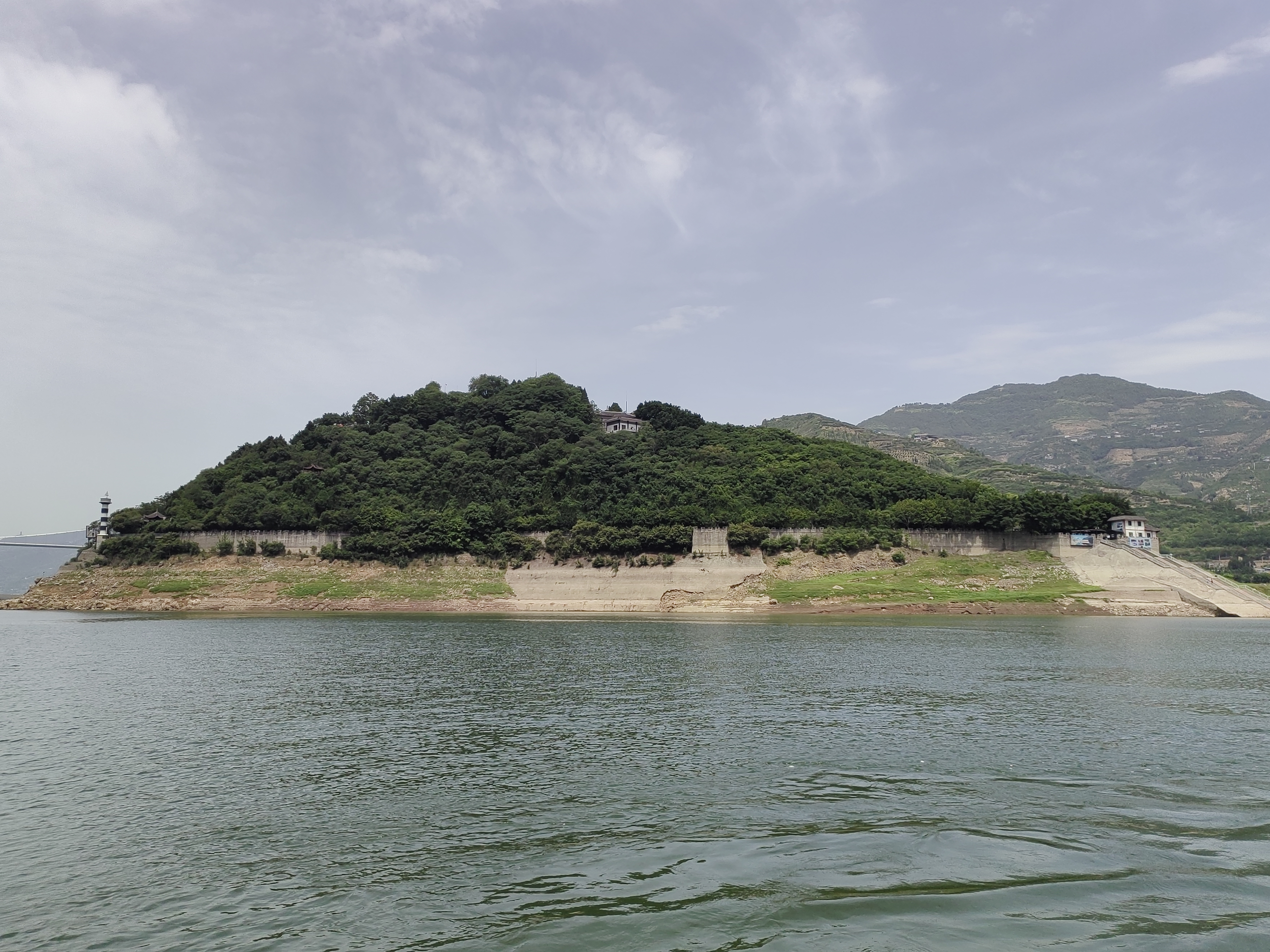
三峽工程建立後的白帝山

## 文人记述

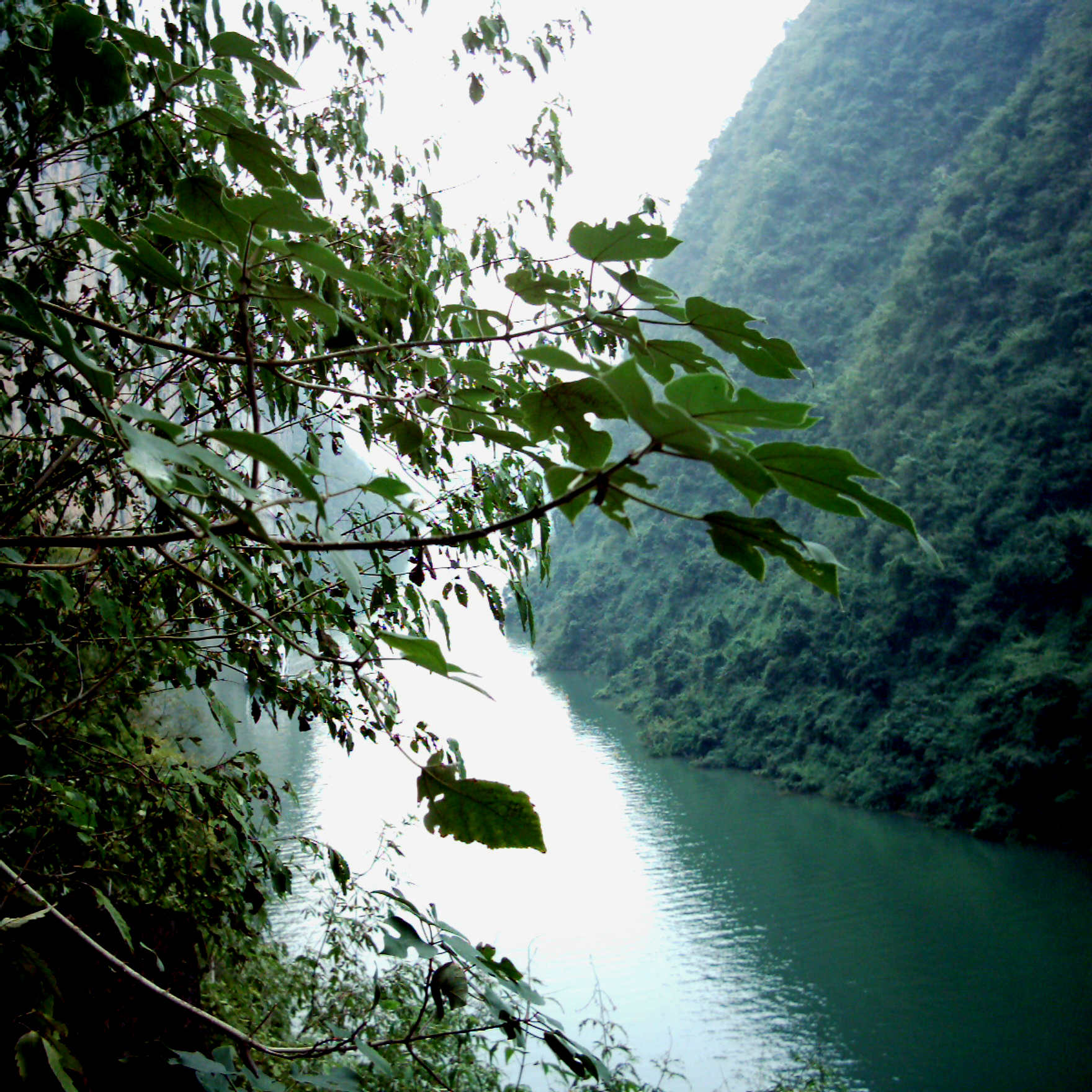
夔门天下雄

《水经注》是最早描写白帝城的文献，后世诗人对其风景赞不绝口，有“诗城”之称。
白帝城是观“夔门天下雄”的最佳地点。历代著名诗人李白、杜甫、白居易、刘禹锡、苏轼、黄庭坚、范成大、陆等都曾登白帝，游夔门，留下大量诗篇。李白“朝辞白帝彩云间，千里江陵一日还，两岸猿声啼不住，轻舟已过万重山”的诗句，更是脍炙人口。
今日的白帝城入口处有两幅毛泽东、周恩来手书的李白著名《早发白帝城》诗句铜匾。
- 白帝庙内还有武侯祠，祭祀蜀相诸葛亮塑像。杜甫《咏怀古迹五首》：“武侯祠屋常邻近，一体君臣祭祀同。”
- 白帝城中有一尊刘禹锡像。刘禹锡曾作竹枝词：“白帝城头春草生，白盐山下蜀江清。南人上来歌一曲，北人陌上动乡情。”

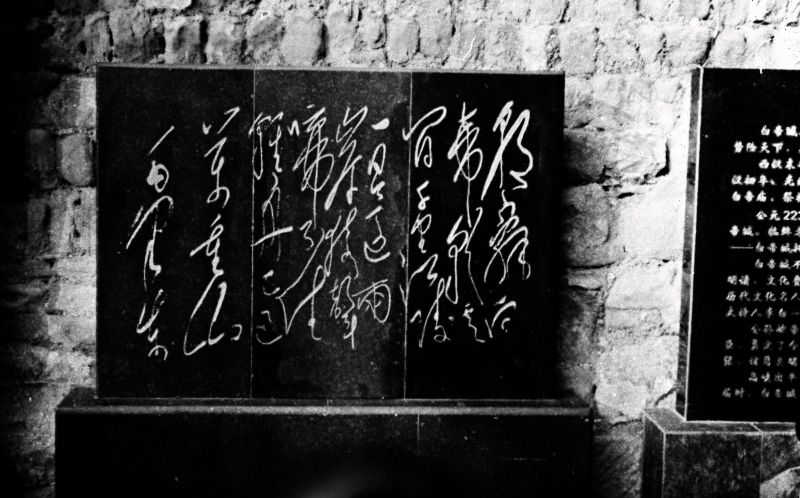
白帝城毛泽东手书李白诗铜匾
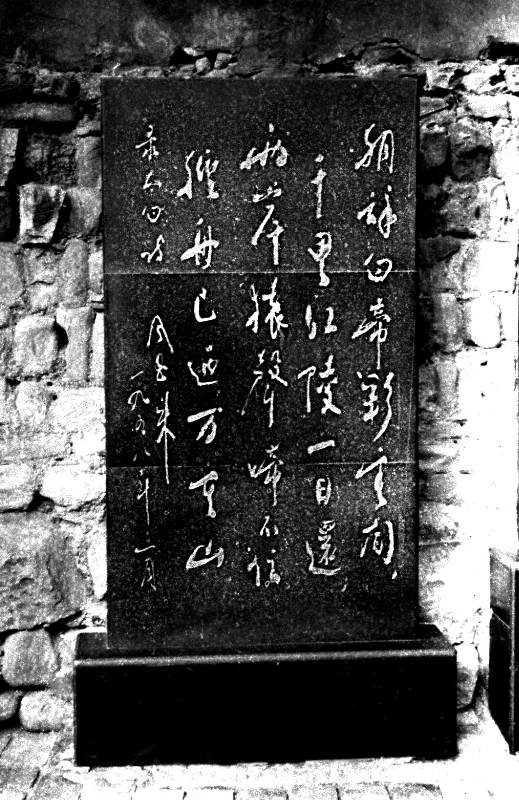
白帝城铜匾-周恩来录李白诗《朝辞白帝彩云间》

## 外部連結
- 诗城白帝